# Campionati del mondo di ciclismo su strada 1937
I Campionati del mondo di ciclismo su strada 1937 si disputarono a Copenaghen in Danimarca il 23 e 25 agosto 1937.
Furono assegnati due titoli:
- Prova in linea Uomini Dilettanti, gara di 204,000 km
- Prova in linea Uomini Professionisti, gara di 297,500 km

## Storia
I mondiali tornarono ad essere disputati sul circuito di Copenaghen, dopo l'edizione del 1931, lungo un percorso totalmente pianeggiante. Sul traguardo arrivò una fuga composta da cinque corridori, tra i quali il belga Éloi Meulenberg regolò in volata Emil Kijewski, Paul Egli, Jean Majerus e Georges Speicher. Su trentaquattro corridori partiti, solo otto conclusero la prova.
L'Italia ritornò a vincere la medaglia d'oro nella prova dilettanti con Adolfo Leoni.

## Medagliere
| Pos.   | Nazione   | Oro | Argento | Bronzo | Totale |
| ------ | --------- | --- | ------- | ------ | ------ |
| 1      | Belgio    | 1   | 0       | 0      | 1      |
| 1      | Italia    | 1   | 0       | 0      | 1      |
| 3      | Germania  | 0   | 1       | 1      | 2      |
| 4      | Danimarca | 0   | 1       | 0      | 1      |
| 5      | Svizzera  | 0   | 0       | 1      | 1      |
| Totale | Totale    | 2   | 2       | 2      | 6      |

## Sommario degli eventi
| Eventi                 | Oro                    | Tempo                      | Argento                  | Tempo | Bronzo             | Tempo |
| Uomini Professionisti  |                        |                            |                          |       |                    |       |
| Gara in linea dettagli | Éloi Meulenberg Belgio | 7h59'48" Media 37,203 km/h | Emil Kijewski Germania   | s.t.  | Paul Egli Svizzera | s.t.  |
| Uomini Dilettanti      |                        |                            |                          |       |                    |       |
| Gara in linea dettagli | Adolfo Leoni Italia    | 5h48'20"                   | Frode Sørensen Danimarca | ?     | Fritz Scheller     | ?     |